# 佐世保駅
佐世保駅（させぼえき）は、長崎県佐世保市三浦町にある、九州旅客鉄道（JR九州）・松浦鉄道の駅である。

## 概要
長崎県北部の主要都市である佐世保市の中心駅であり、JR九州の佐世保線と松浦鉄道の西九州線の2路線が乗り入れている。両路線とも当駅が終点で全列車が当駅始発・終着で運転される。2009年3月14日から、松浦鉄道の列車が1往復JR線に直通運転を行っていたが、2020年3月14日のダイヤ改正で直通運転を休止した。佐世保線と西九州線の他、早岐駅を起点とするJR九州大村線の列車もほとんどが当駅を始発・終着としており、利用可能である。なお、JRの普通・快速列車は大半が大村線直通列車もしくは早岐駅発着であり、早岐駅以東の佐世保線に普通列車で乗車する場合は原則早岐駅で乗り換えが必要になる。
西九州線はかつて日本国有鉄道（国鉄）→JR九州が松浦線として管轄していたが、1988年4月1日に松浦鉄道に経営移管されたのに合わせて西九州線に改称した。同時に当駅はJRグループ全駅中最西端の駅かつ日本最西端の終着駅となった(これはJRも松浦鉄道も当駅を終点としているため)。
佐世保市は人口では長崎県第2の自治体であるが、当駅の利用者数は長崎駅、諫早駅に次いで県内では3位となっている。

## 歴史
- 1898年（明治31年）1月20日：九州鉄道の駅として開業[1]。
- 1907年（明治40年）7月1日：九州鉄道が国有化[1]。同時に当駅は国有鉄道の最西端駅となる。
- 1909年（明治42年）10月12日：国有鉄道線路名称制定により、早岐駅 - 佐世保駅間に佐世保線の名称が付けられ、当駅は佐世保線の終点となる。
- 1934年（昭和9年）12月1日：長崎本線が現行の肥前鹿島駅経由のルートに変更されたのに伴い、旧ルートのうち肥前山口駅（現・江北駅） - 早岐駅間を佐世保線に編入。
- 1935年（昭和10年）11月9日：佐世保線が北佐世保駅まで延長[3]。これにより当駅は佐世保線の中間駅となると共に、国有鉄道最西端の駅の座も失うこととなった。
- 1937年（昭和12年）8月25日：鉄筋コンクリート造2階建ての駅舎に改築、竣工[4]。この駅舎は戦災も免れて高架化まで使用された。
  - 駅舎の位置は現駅舎東口（国道35号線側）の早岐方約50mほどのところ。現在は東口駅前広場となっている。
- 1943年（昭和18年）8月30日：佐世保線の当駅 - 北佐世保駅間を松浦線に編入。これにより当駅は佐世保線と松浦線の駅となり、両線の終点となる。
- 1985年（昭和60年）3月14日：貨物営業を廃止[1]。
- 1987年（昭和62年）4月1日：国鉄分割民営化により、九州旅客鉄道（JR九州）の駅となる[1]。
- 1988年（昭和63年）4月1日：JR九州松浦線が松浦鉄道西九州線に転換される[3]。これにより、当駅は国鉄・JRの駅としては52年ぶりに最西端に戻る。
- 1990年（平成2年）11月2日：駅舎の内外装リニューアル[5]。
- 1995年（平成7年）1月30日：高架化工事に着手[6]。
- 2001年（平成13年）12月26日：高架化[7]。新駅舎完成[7]。
- 2002年（平成14年）3月23日：当駅でのJRと松浦鉄道の直通運転が再開[8]。
- 2006年（平成18年）3月18日：当駅でのJRと松浦鉄道の直通運転を休止。
- 2009年（平成21年）3月14日：当駅でのJRと松浦鉄道の直通運転が再開。
- 2010年（平成22年）3月：JR改札口に自動改札機を設置。
- 2020年（令和2年）
  - 3月1日：西九州線でICカード「nimoca」の利用開始[9]。
  - 3月14日：当駅でのJRと松浦鉄道の直通運転を休止。
- 2024年（令和6年）10月3日：佐世保線でICカード「SUGOCA」の利用を開始[10][11]。

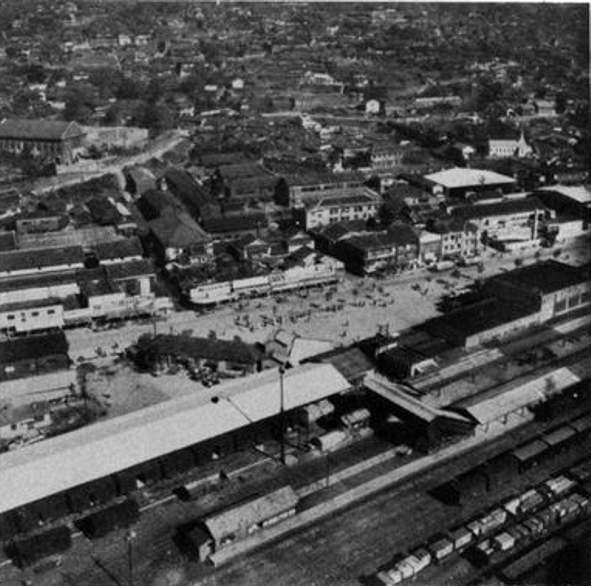
1950年の佐世保駅上空（1950年11月）

※高架化前（旧駅時代）はJR九州では最後となる赤帽が配置されている駅であった。

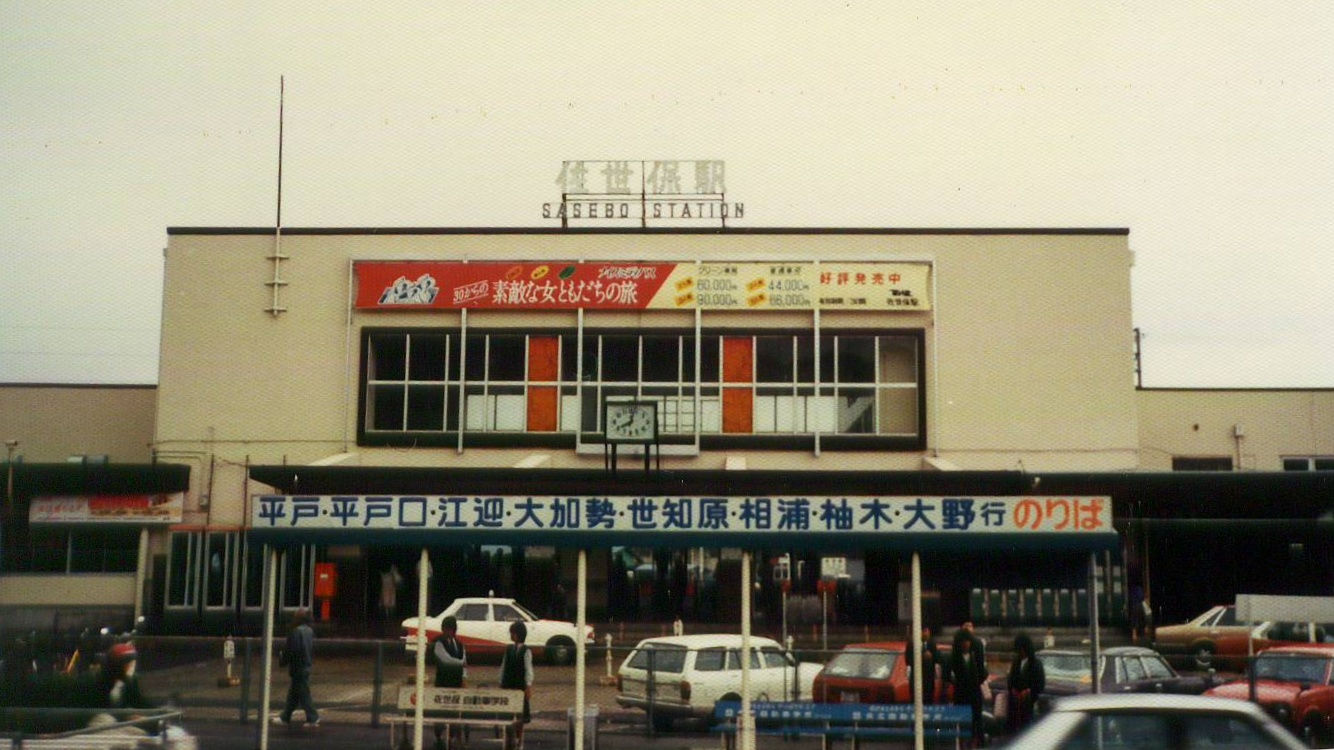
2代目駅舎（1985年）
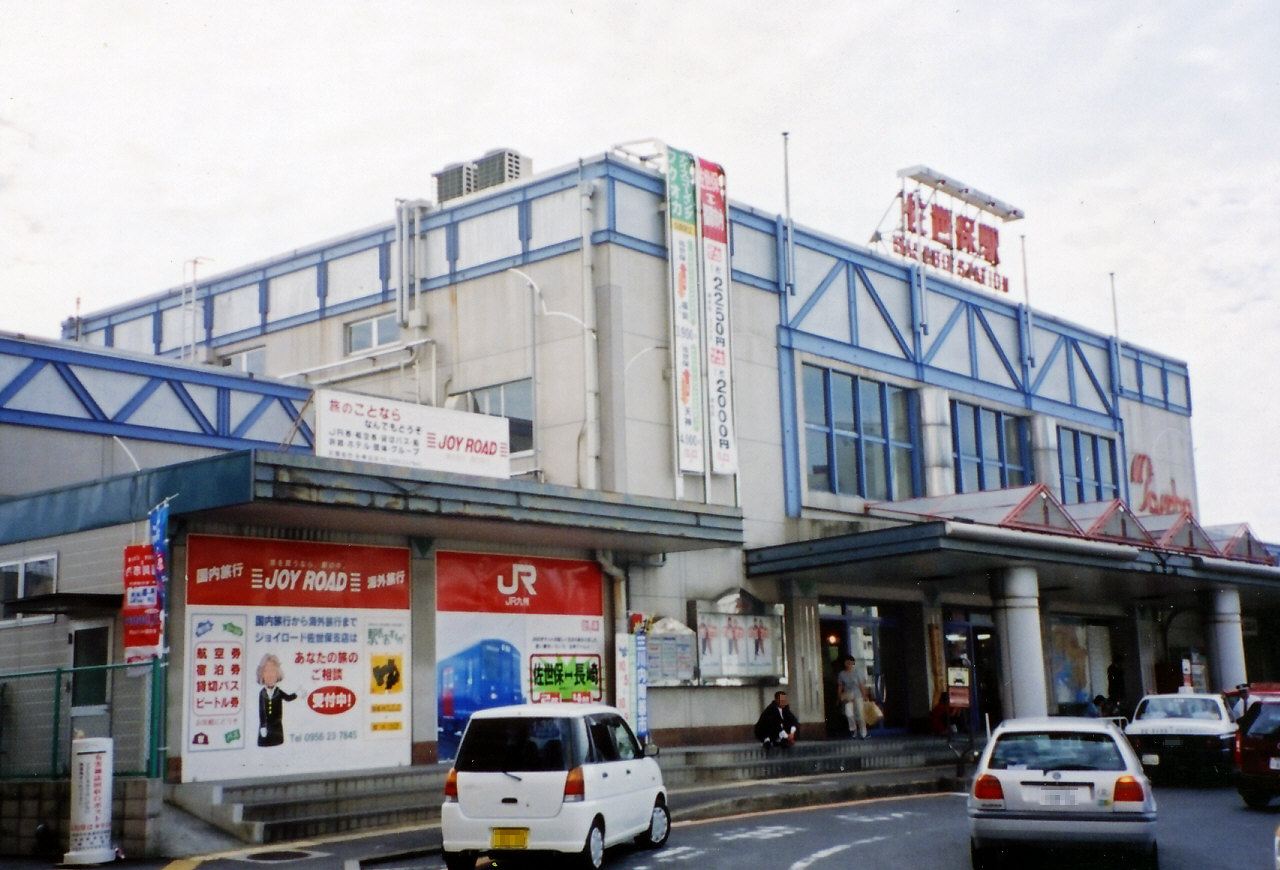
改装後の2代目駅舎（2001年）

## 駅構造
JR・松浦鉄道の両社一体の高架駅であり、高架下は駅舎・コンコースとなっている。国道側は「東口」、佐世保港側は「みなと口」となっており、東口側から見て左がJR九州の駅、右が松浦鉄道の駅となっている。JR九州、松浦鉄道とも有人駅で自動券売機を備えている。
JR九州の窓口は高架下にありみどりの窓口を備えている。JR九州の自動改札機（SUGOCA対応）が設置されている（九州の設置駅では最西端）。松浦鉄道の窓口は高架部（ホーム）にあり、窓口そばに自動券売機があるが、窓口の営業時間外には券売機は使用できない。なお松浦鉄道は終日車内精算で、乗車時に整理券を取り、降車時に運賃または切符と引き換えに精算証明書を運転士または車掌から受け取る。また松浦鉄道でnimocaを利用する際には、車内のカードリーダーに触れることで精算を行う。 
コンコース内にはKIOSKやファミリーマートをはじめとする売店、佐世保観光情報センターなどがある。東口側には佐世保バーガーの店である「ログキット」もある。

### ホーム

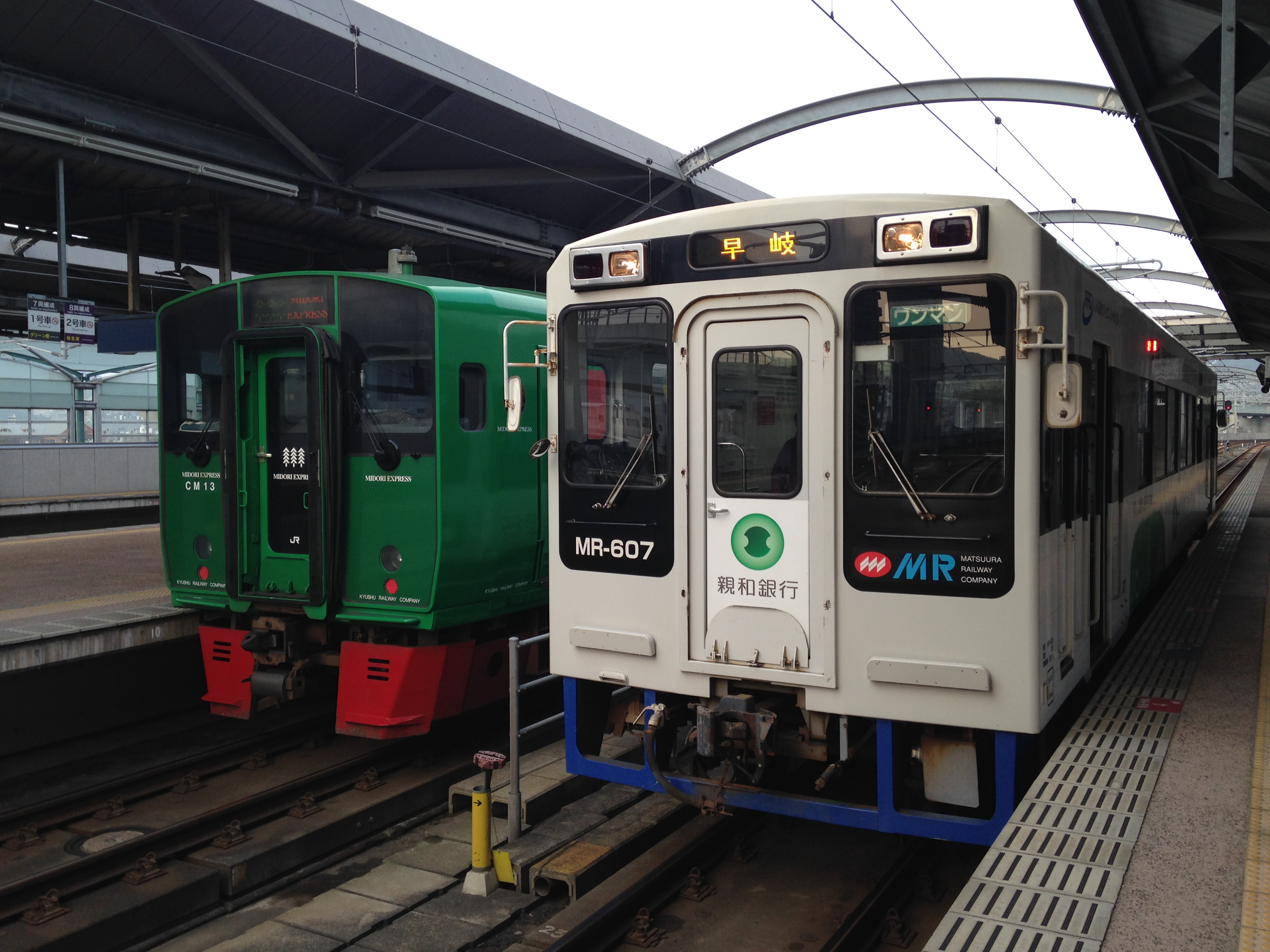
JR2番のりばに到着する早岐行き松浦鉄道列車。左側は3番のりばに停車中の特急「みどり」。

JR九州は島式ホーム3面6線、松浦鉄道は島式ホーム1面2線を有しており、いずれも東口側からみなと口側に向かって1番のりばから6番のりば（JR九州）または2番のりば（松浦鉄道）まで付番されている。JR九州のホームは改札口から続く連絡通路を介してそれぞれ結ばれており、松浦鉄道のホームにはコンコースから直接階段またはエスカレーターによって行き来する。JR九州のホームにはそれぞれエスカレーターとエレベーターが備えられている。
なお、2020年8月8日よりJR5・6番のりばは使用休止となり（それまでは早朝の佐世保線普通列車3本と、18時台の普通列車5本及び「シーサイドライナー」1本が使用していた）、立ち入りできなくなっている。
JR1・2番のりばホームと松浦鉄道のホームは一体となっており、境界部に松浦鉄道管理の連絡改札がある。JR2番のりばは佐世保線と西九州線の直通が可能であるため、直通列車はこのホームを使用する。ただし2020年3月14日以降はJR線と松浦鉄道線を直通する定期列車は設定されていない。

#### のりば
| のりば   | 路線            | 行先                         | 備考 |
| -------- | --------------- | ---------------------------- | --- |
| JR九州   |                 |                              | |
| 1 - 4    | ■佐世保線       | 早岐・江北・佐賀・鳥栖方面   | - 佐世保線早岐以遠は原則早岐で乗り換え - 主に朝・日中の列車は1・2番のりば、 - 夕方以降の列車は3・4番のりばを使用 |
| 1 - 4    | ■大村線         | 早岐・諫早・長崎方面         | - 佐世保線早岐以遠は原則早岐で乗り換え - 主に朝・日中の列車は1・2番のりば、 - 夕方以降の列車は3・4番のりばを使用 |
| 2 - 4    | □特急「みどり」 | 佐賀・鳥栖・博多方面         | 臨時特急もこのホームから                                                                                         |
| 5・6     | （閉鎖中）      | （閉鎖中）                   | （閉鎖中） |
| 松浦鉄道 |                 |                              | |
| 1・2     | ■西九州線       | 佐々・たびら平戸口・松浦方面 | 快速は2番のりばから発車                                                                                          |

付記事項
- 完全に高架化された2001年以降、「みどり」は3・4番のりばでの発着に固定されている。2011年3月11日までは「みどり」が当駅で1時間近く滞留するダイヤだったため、3・4番のりばはほぼ「みどり」専用であったが、2011年3月12日のダイヤ改正で滞留時間が15 - 20分程度に短縮され、3・4番のりばに発着する普通・快速列車も若干増加した。
- もともと列車本数のわりにホームが多く、6番のりばはごく一部の列車しか使用していなかったが、2018年3月17日のダイヤ改正で普通列車が大幅に削減され、2020年8月8日には5・6番のりばが閉鎖されている（前述）。2022年9月23日のダイヤ改正で、朝の特急みどり2.6号は2番乗り場となっている。
- 「みどり」は当駅発車時点では座席の向きが進行方向と逆となっているが、これは次の停車駅である早岐駅で進行方向を変えるため、あらかじめ早岐駅から先における方向に合わせているものである。なお早岐駅までは乗車券のみで普通車自由席に乗車可能。

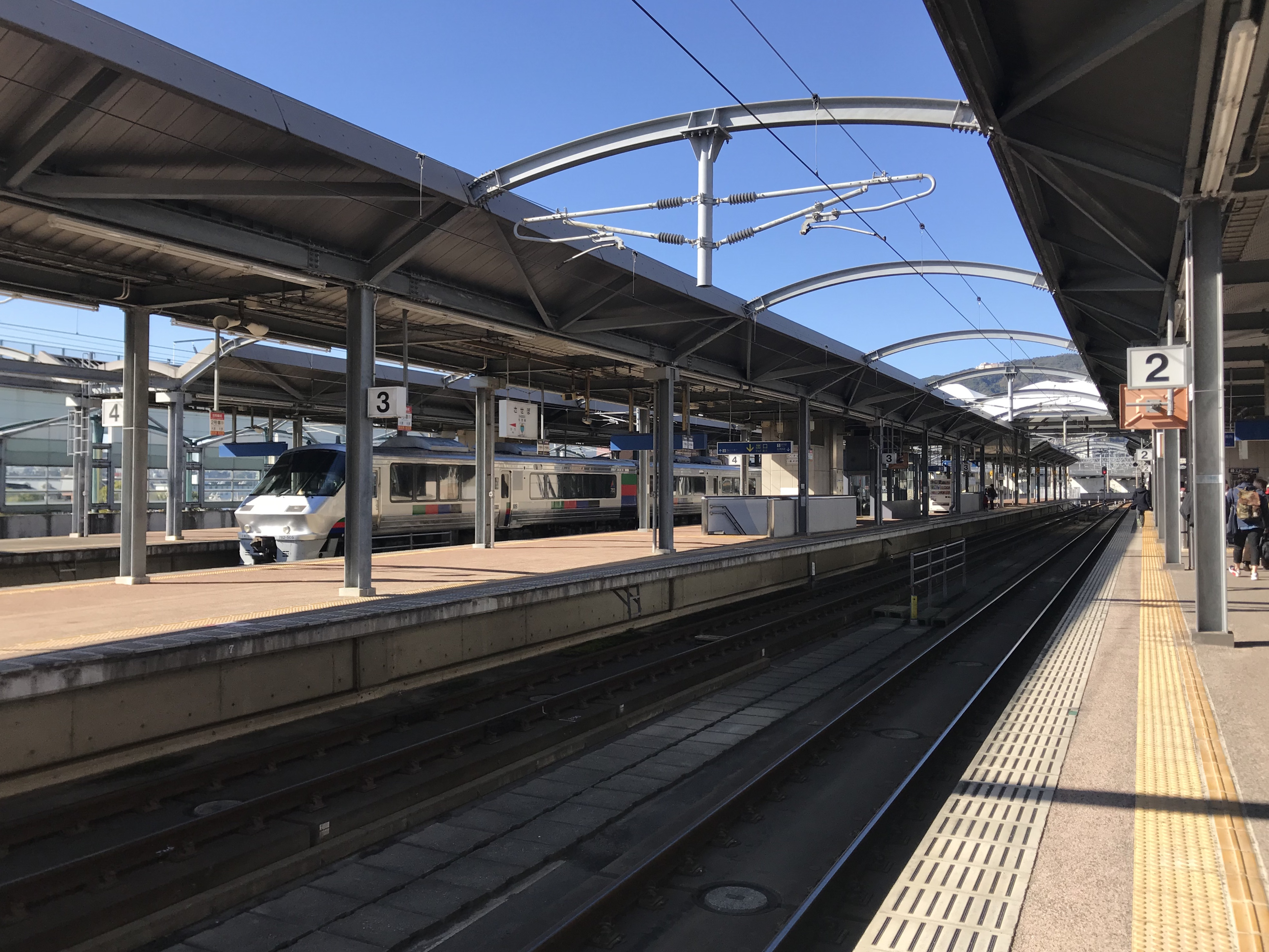
JR線ホーム（2019年1月）
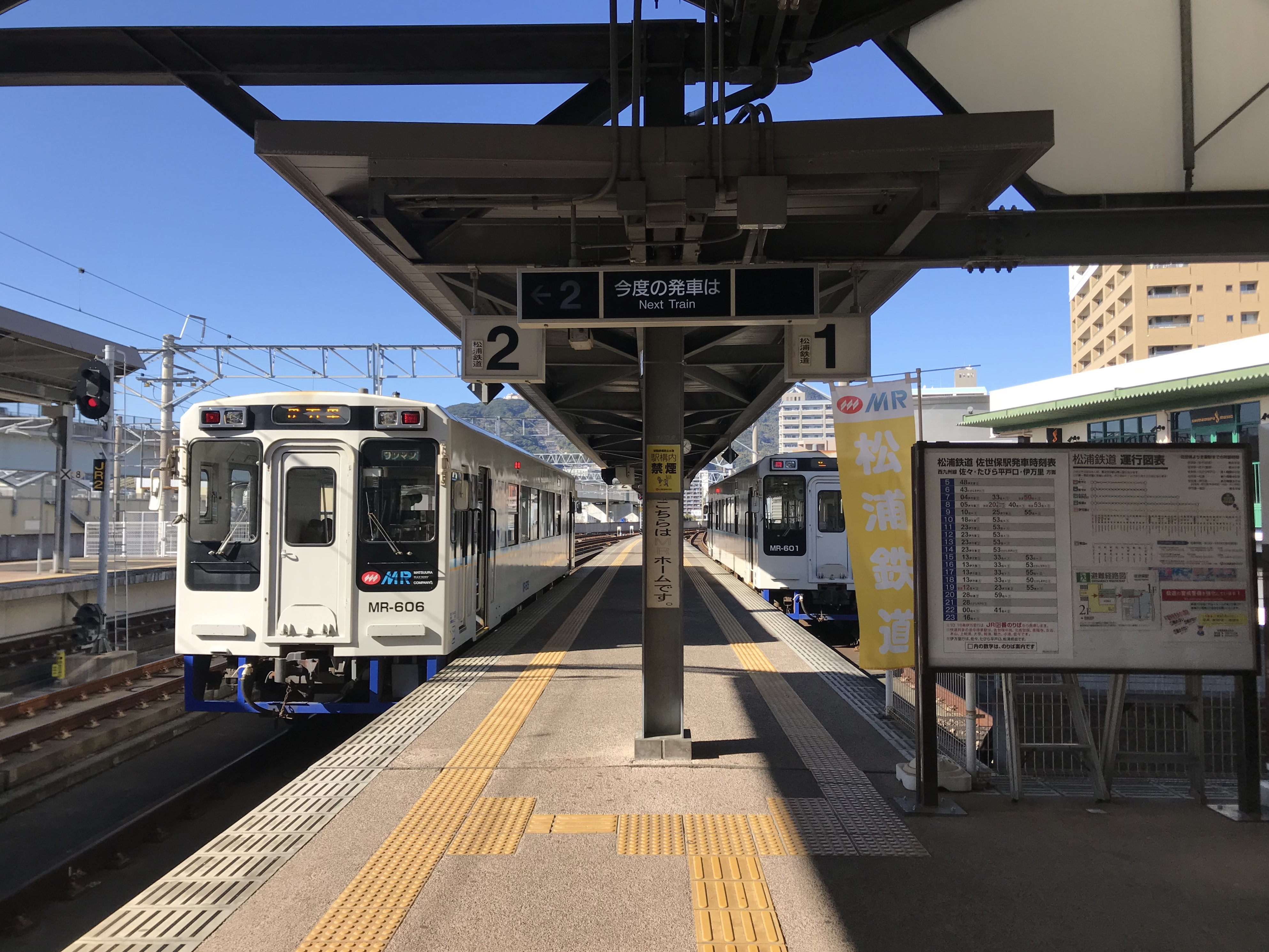
松浦鉄道線ホーム（2019年1月）

## 利用状況
- JR九州 - 2023年度の1日平均乗車人員は3,399人である[JR 1]。長崎県内の駅では長崎駅、諌早駅に次いで3番目に利用者が多い駅である。
- 松浦鉄道 - 2023年度の1日平均乗降人員は1,632人（乗車：765人／降車：867人）である[* 1]。

| 年度               | JR九州           | 松浦鉄道         | 松浦鉄道         | 松浦鉄道         |
| 年度               | 1日平均 乗車人員 | 1日平均 乗降人員 | 1日平均 乗車人員 | 1日平均 降車人員 |
| ------------------ | ---------------- | ---------------- | ---------------- | ---------------- |
| 2000年（平成12年） | 3,437            | 1,177            | 589              |                  |
| 2001年（平成13年） | 3,500            | 1,135            | 566              |                  |
| 2002年（平成14年） | 3,605            | 1,123            | 561              |                  |
| 2003年（平成15年） | 3,651            | 1,178            | 601              |                  |
| 2004年（平成16年） | 3,697            | 1,174            | 554              |                  |
| 2005年（平成17年） | 3,781            | 1,197            | 588              |                  |
| 2006年（平成18年） | 3,762            | 1,294            | 691              |                  |
| 2007年（平成19年） | 3,744            | 1,202            | 617              |                  |
| 2008年（平成20年） | 3,770            | 1,264            | 650              |                  |
| 2009年（平成21年） | 3,612            | 1,382            | 727              |                  |
| 2010年（平成22年） | 3,635            | 1,271            | 670              |                  |
| 2011年（平成23年） | 3,612            | 1,271            | 670              |                  |
| 2012年（平成24年） | 3,691            | 1,280            | 675              |                  |
| 2013年（平成25年） | 3,888            | 1,443            | 744              |                  |
| 2014年（平成26年） | 3,946            | 1,414            | 729              |                  |
| 2015年（平成27年） | 4,076            | 1,433            | 739              |                  |
| 2016年（平成28年） | 3,973            | 1,498            | 782              |                  |
| 2017年（平成29年） | 3,935            | 1,514            | 789              |                  |
| 2018年（平成30年） | 3,838            | 1,844            | 930              |                  |
| 2019年（令和元年） | 3,664            | 1,701            | 895              | 811              |
| 2020年（令和02年） | 2,391            | 1,392            | 730              | 662              |
| 2021年（令和03年） | 2,600            |                  |                  |                  |
| 2022年（令和04年） | 3,118            |                  |                  |                  |
| 2023年（令和05年） | 3,399            | 1,632            | 765              | 867              |

## 駅周辺
再開発が続いており、駅周辺では分譲マンションなどの建設ラッシュとなっている。

### 東口
- 東横INN佐世保駅前
- 国道35号

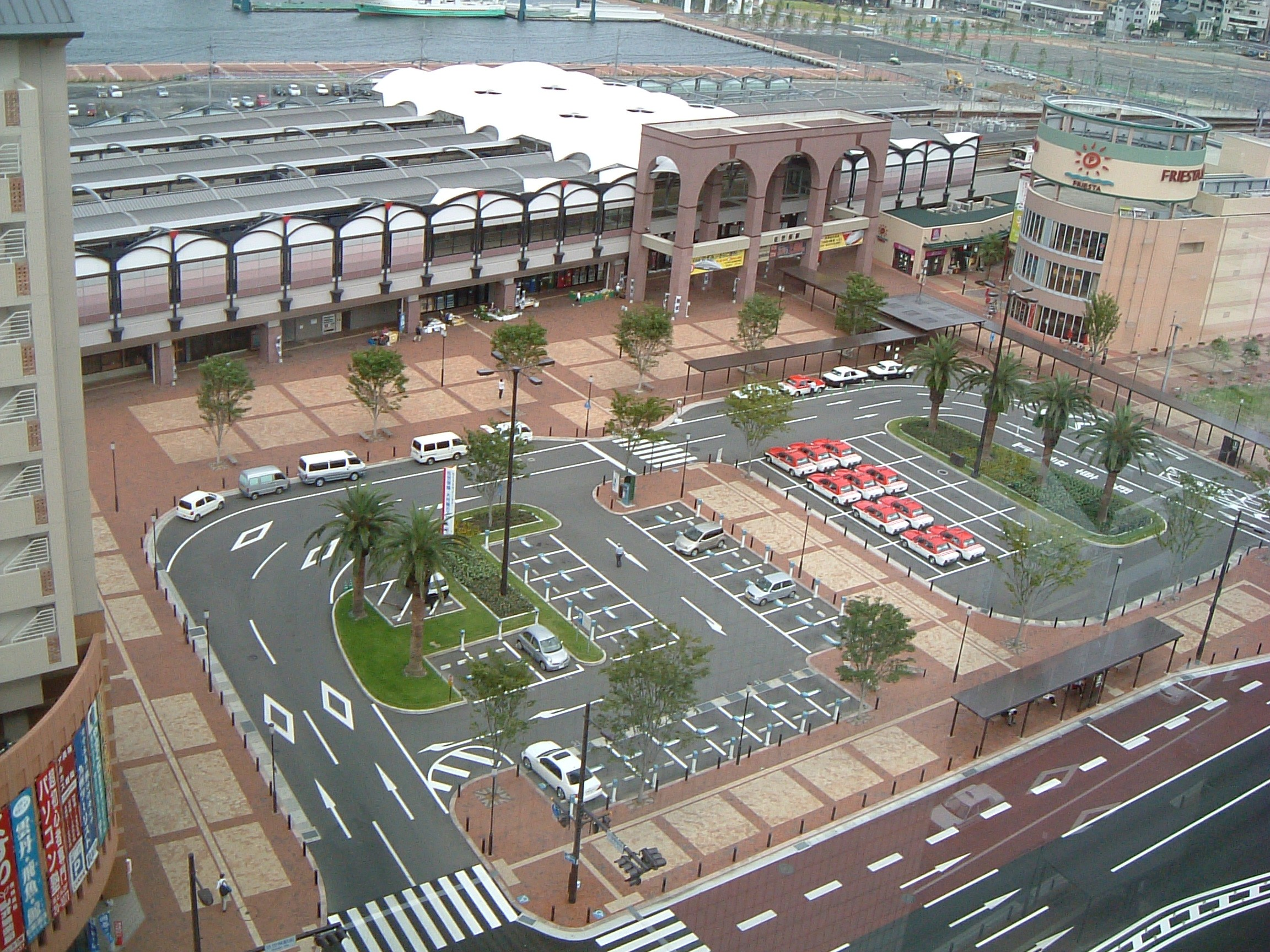
東口方面上空から見た佐世保駅周辺

- えきマチ1丁目佐世保（2014年11月1日付でフレスタSASEBOから名称変更）
  - エレナ えきマチ1丁目店
- JR九州佐世保ビル
- S-PLAZA
- 佐世保交通センタービル
  - 西肥バス佐世保バスセンター
- 佐世保駅前バスターミナル

　※元々は佐世保市営バスのバスターミナルであったが、2019年3月を以って同市交通局の閉局に伴い、路線を引き継いだ西肥バスならびにさせぼバスが使用している。
- 佐世保駅前郵便局
- カトリック三浦町教会
- アルカスSASEBO

### みなと口

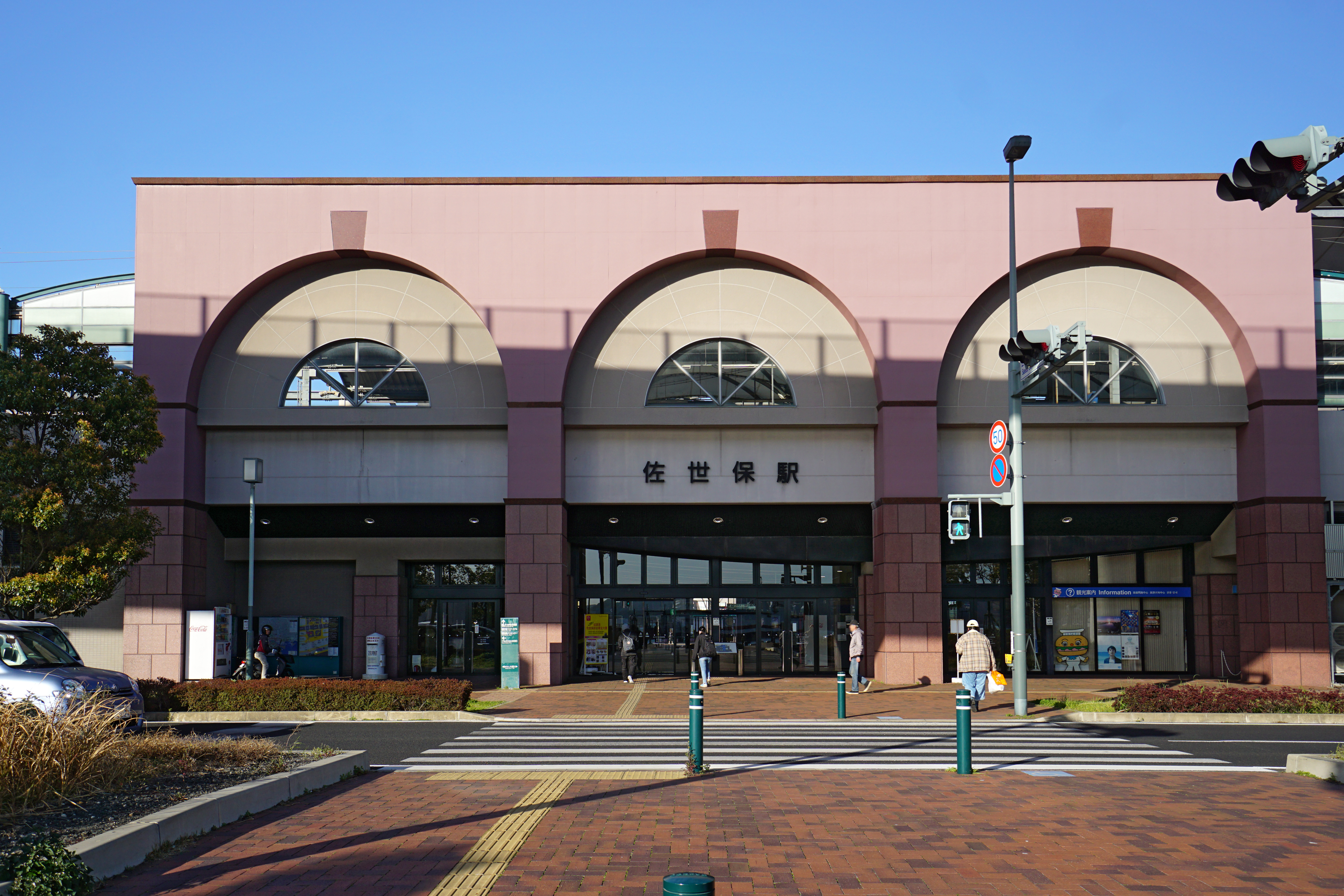
みなと口（2020年3月）

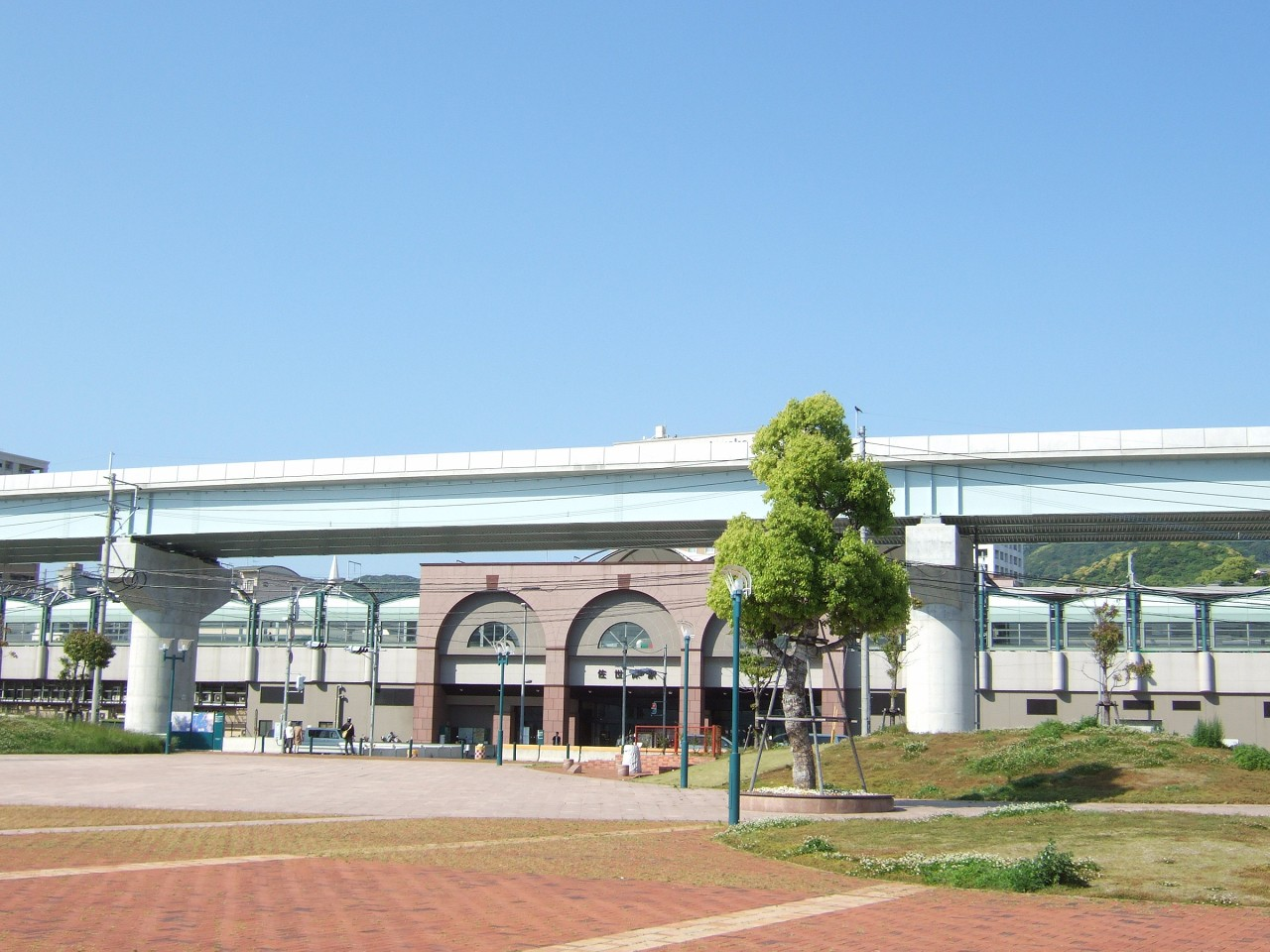
みなと口周辺（2009年5月）

- すぐ港側を西九州自動車道佐世保道路の高架橋が通っているが、当駅からは佐世保みなとICと佐世保中央ICのいずれへもある程度の距離がある。
- 佐世保港
  - 新みなとターミナル - 西海市方面（横瀬・面高・大島・松島・池島）・上五島（友住）・平戸島（津吉）行き旅客船のりば
  - 鯨瀬ターミナル - 上五島（有川）・宇久・小値賀行き旅客船のりば
  - させぼシーサイドパーク
- させぼ五番街
  - エレナ させぼ五番街店
- 佐世保市中央卸売市場
- 海上自衛隊佐世保警備隊
- 佐世保競輪場

### バス路線

#### 東口
高速バスは、駅東口を出て国道35号を挟み右正面の佐世保バスセンターから発着している。
一般路線バスは、駅東口から国道35号を越えた先にバスのりば（旧・佐世保市営バスのターミナル）があり、ここから西肥バスにより市内各地へのバスが出ている。黒髪・早岐方面及び矢峰・柚木方面への便はターミナルに入らずに国道上のバス停に発着する。バス停の名称はいずれも「佐世保駅前」である。

#### みなと口
西肥バス
- ［W4］ 矢峰行 （平日は3本、土日祝日は2本運行）

ユタカ交通
- ［ユタカライナー（昼行）］博多（HEARTSバスステーション博多）行（※2021年8月23日より運休中）
- ［ユタカライナー（夜間）］三宮・梅田・京都行

## 位置情報
- 北緯33度09分50秒 東経129度43分32秒 / 北緯33.16389度 東経129.72556度
- 佐世保南部(長崎) - 地理院地図
- 佐世保駅 - Google マップ

## ギャラリー

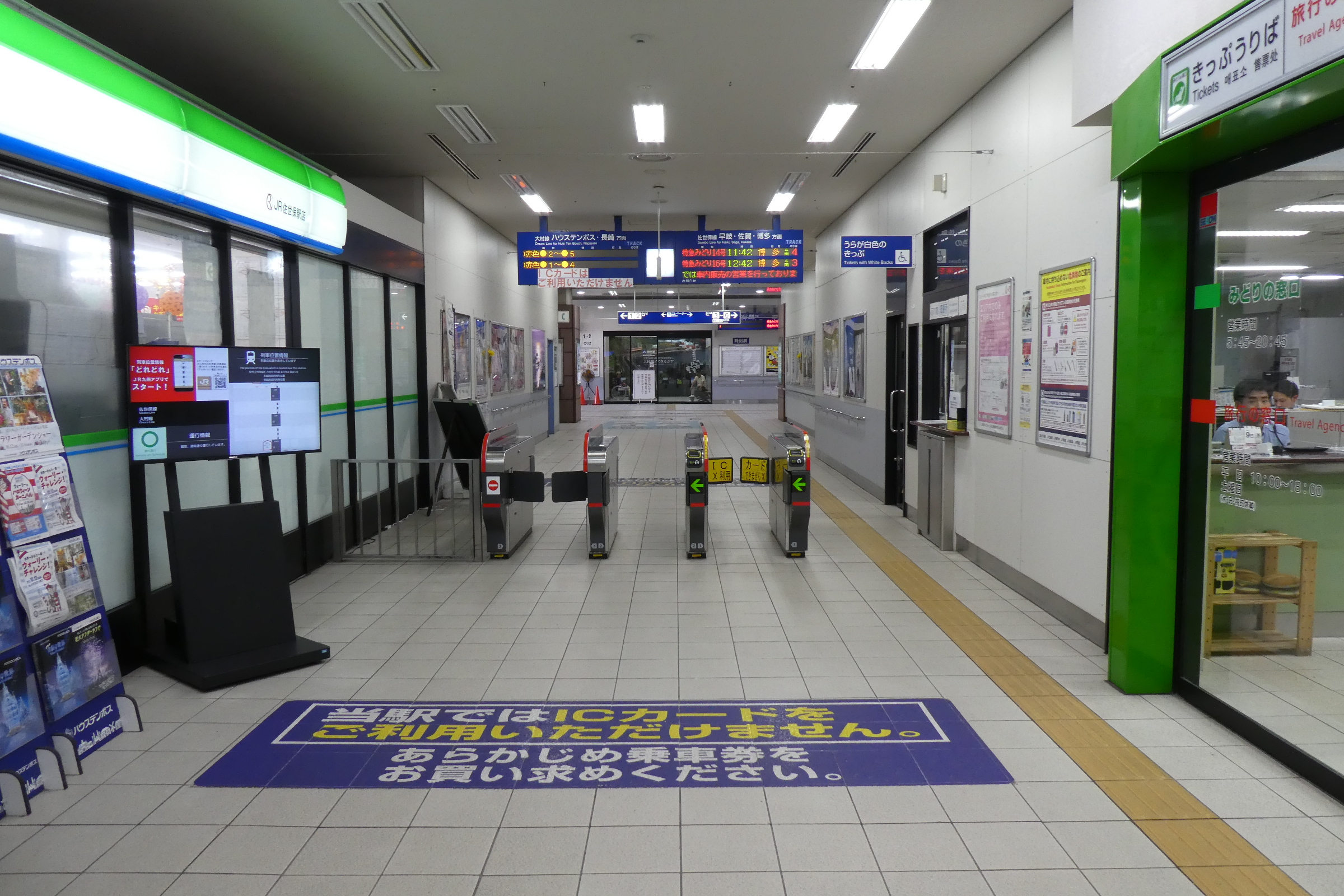
JR線改札口（2019年10月）
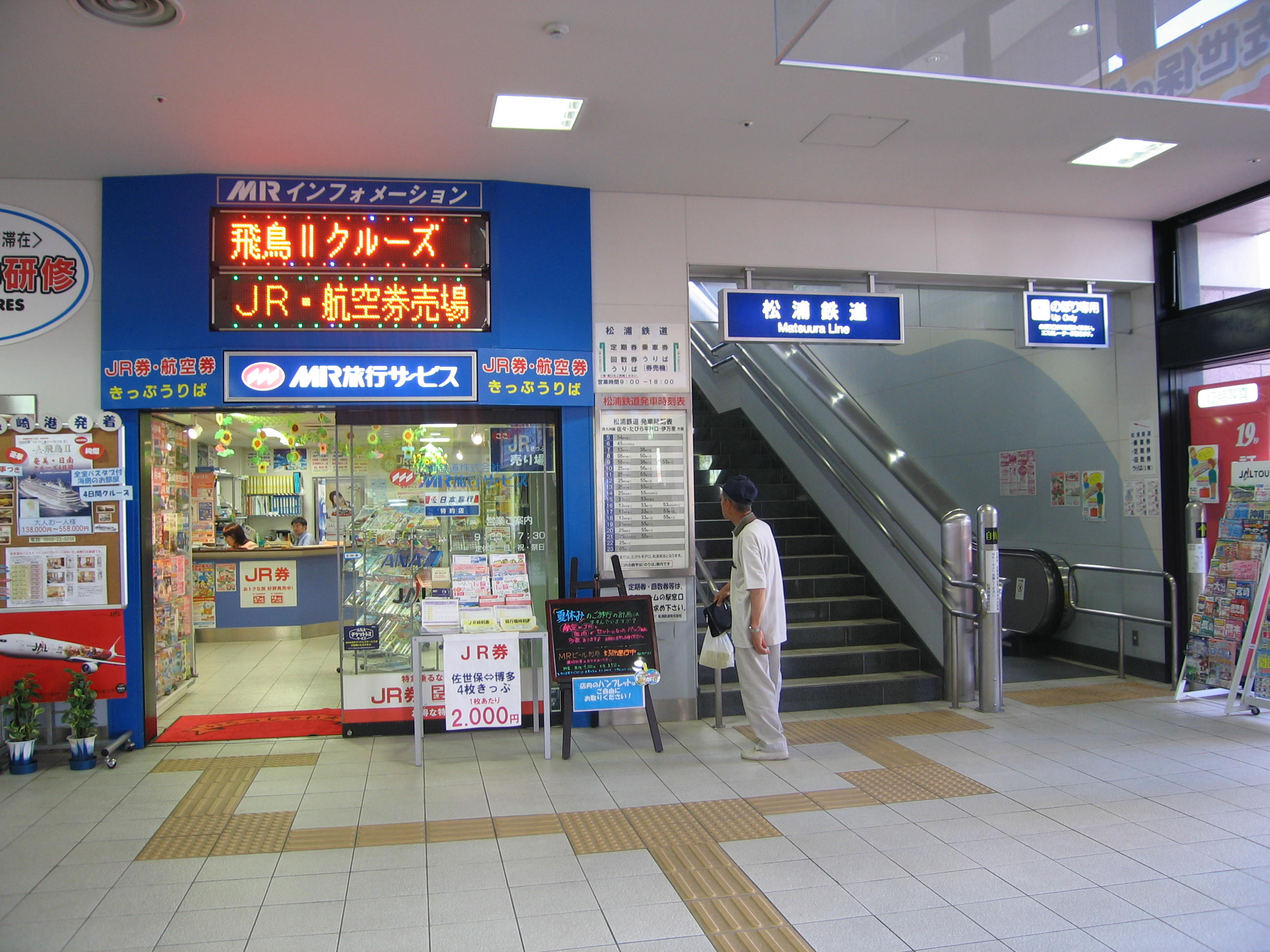
松浦鉄道入口（2006年7月）
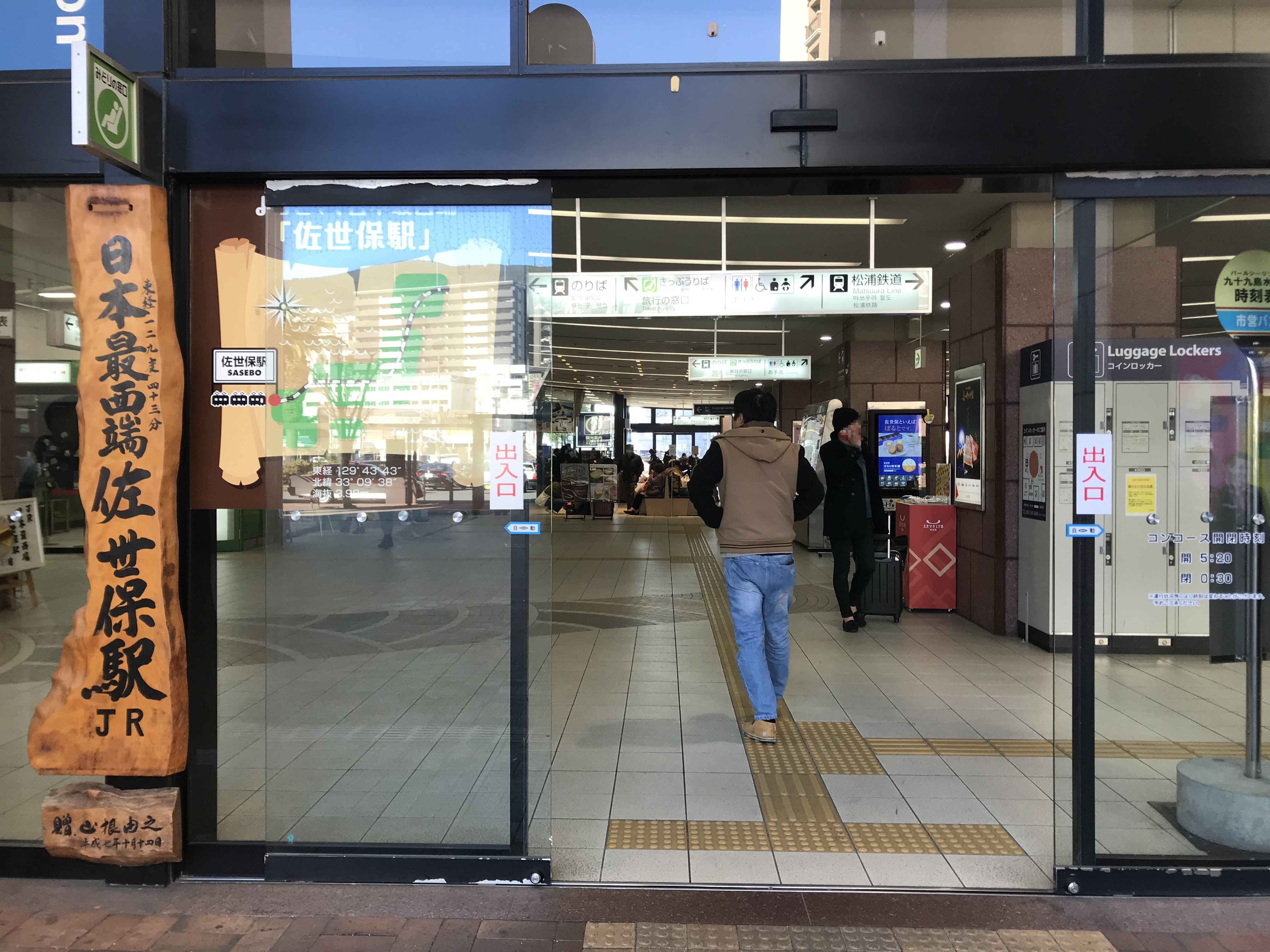
東口（2019年1月）
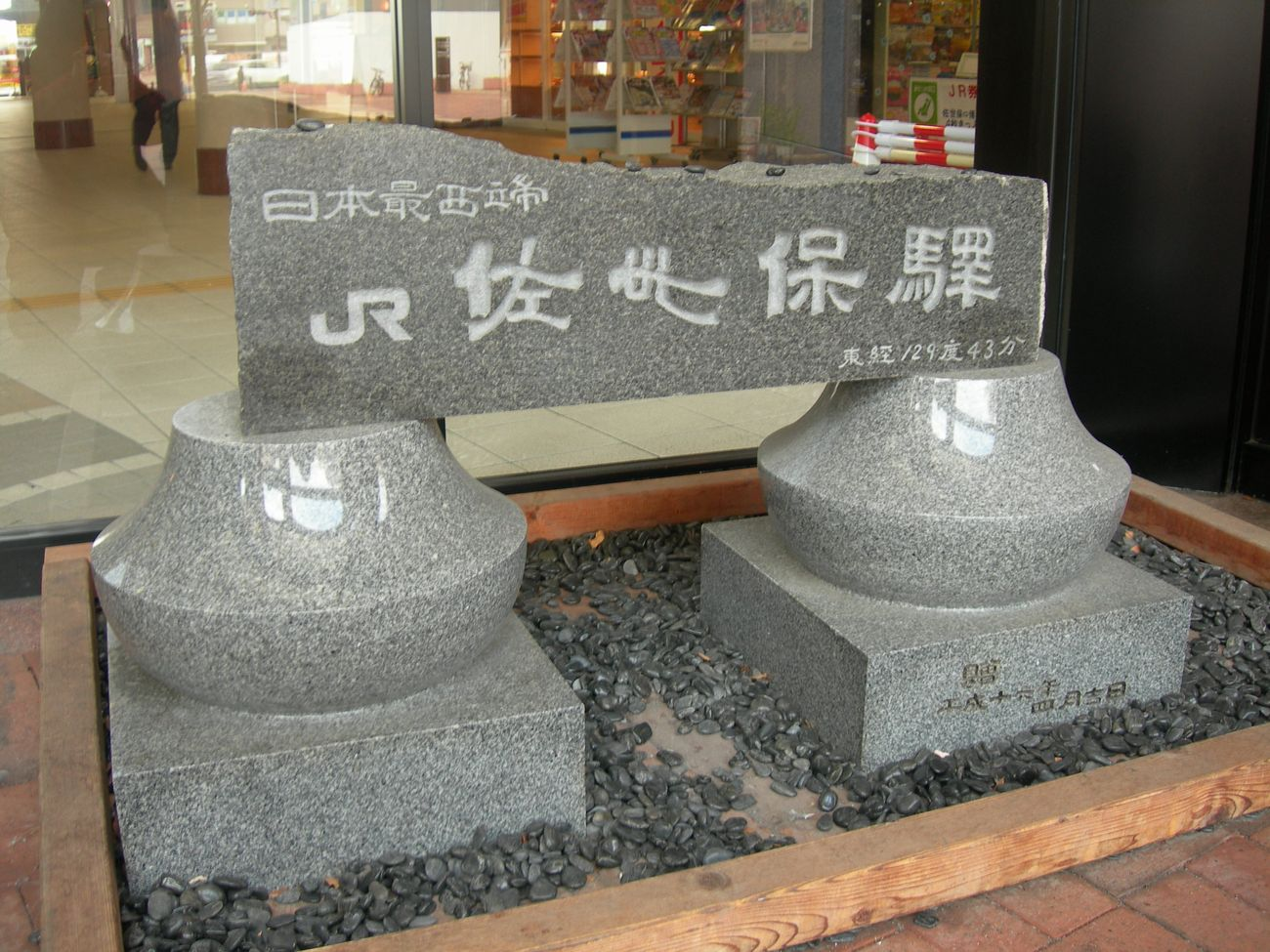
最西端を示す石碑（2008年1月）
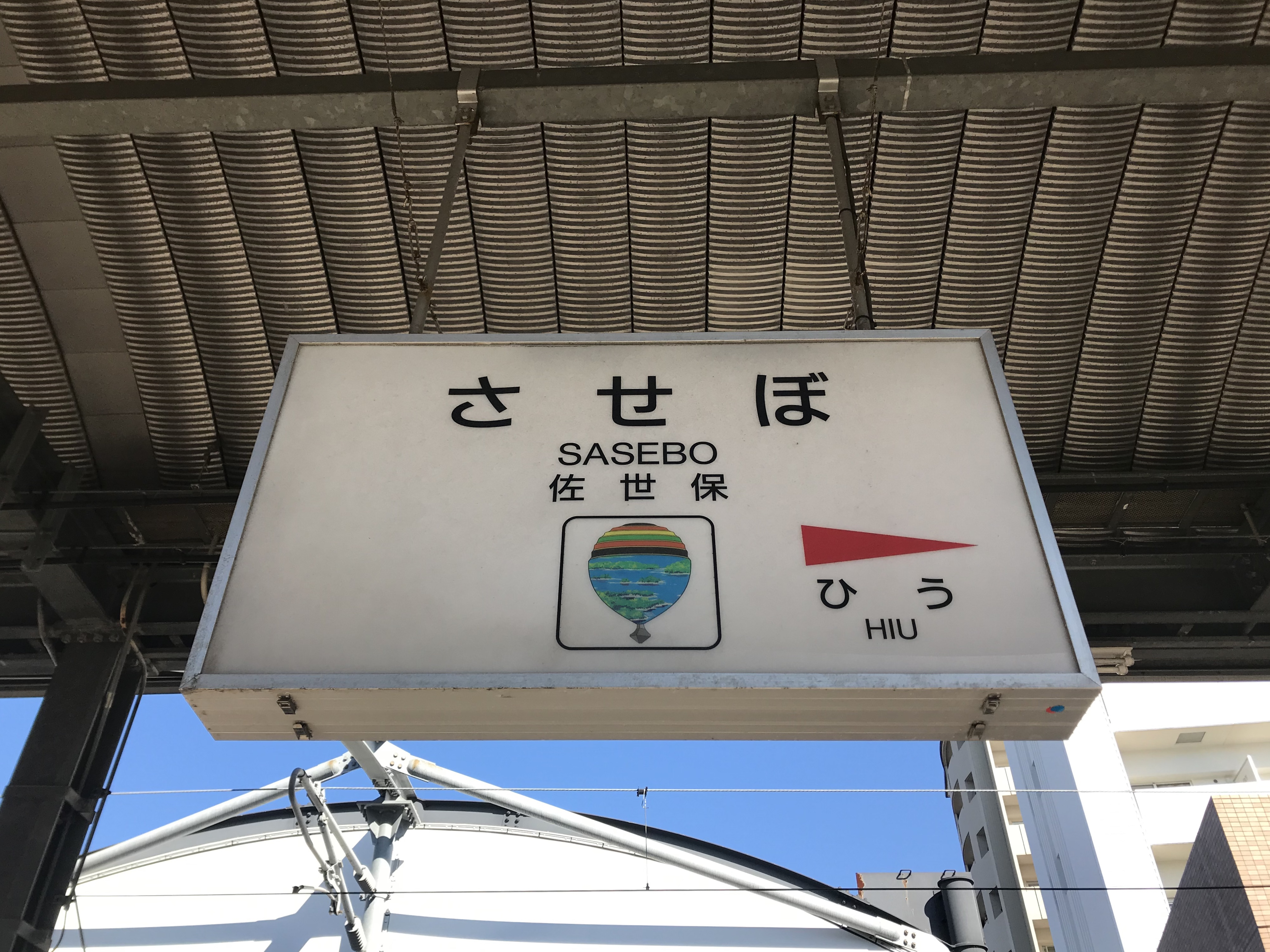
JR駅名標（2019年1月）
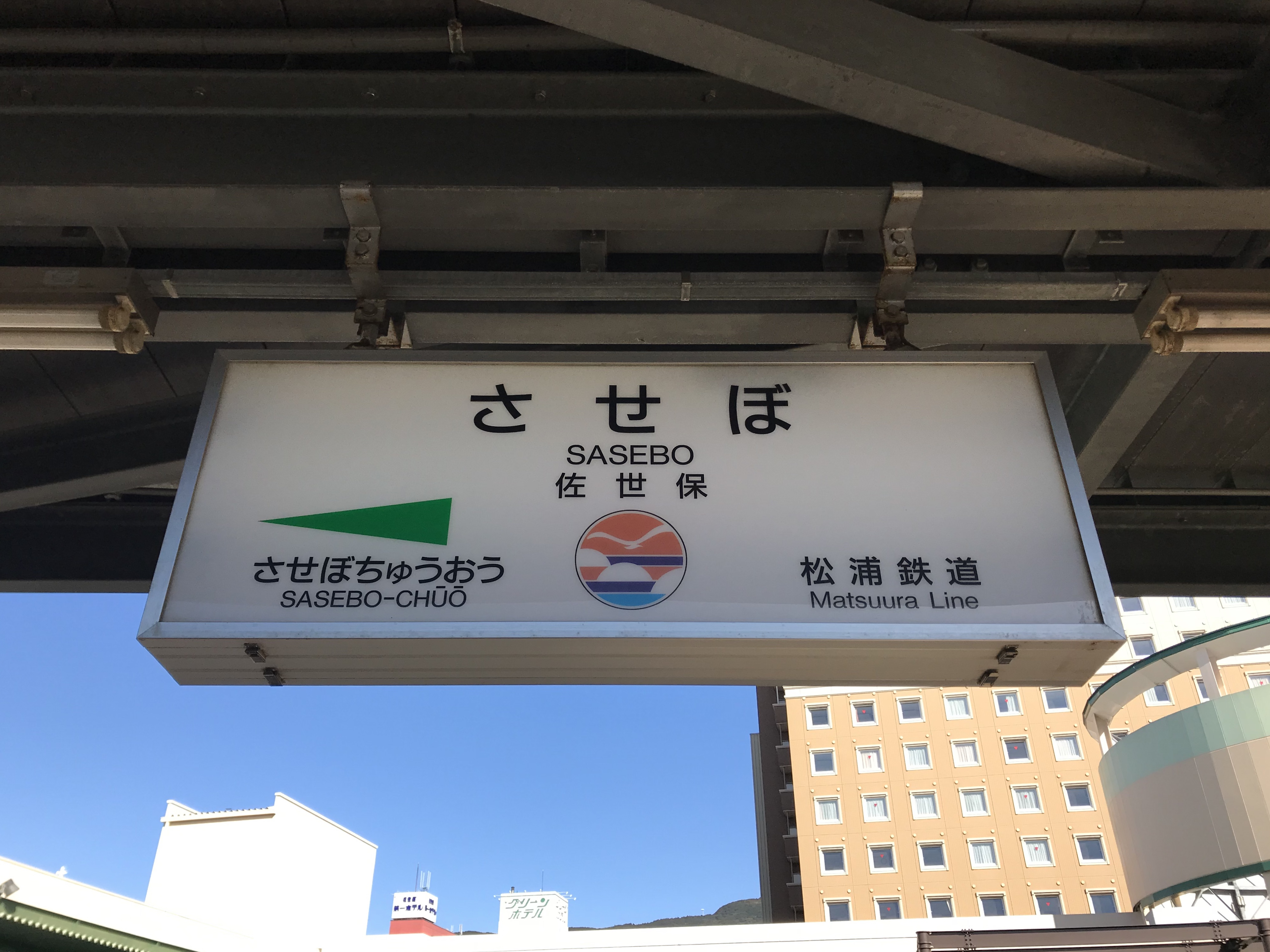
松浦鉄道駅名標（2019年1月）
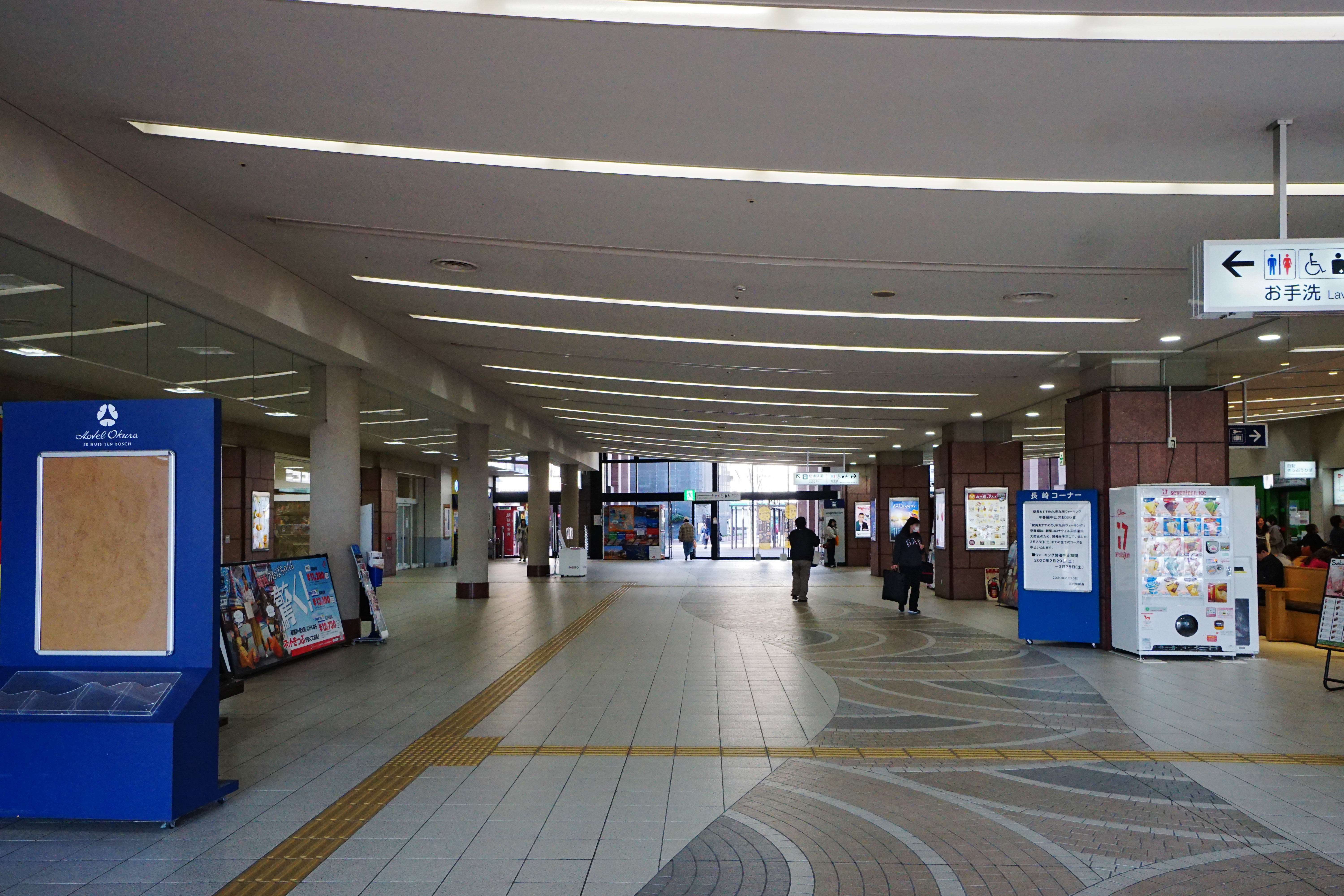
コンコース（2020年3月）
コンコースにある「貧乏が去る像」（土居孝幸による桃太郎シリーズの貧乏神）（2007年4月）

## 隣の駅
九州旅客鉄道（JR九州）
■佐世保線
- 特急「みどり」発着駅

■普通
日宇駅 - 佐世保駅
■大村線（当駅 - 早岐駅間は佐世保線）
■快速「シーサイドライナー」・■区間快速「シーサイドライナー」・■普通
佐世保駅 - 日宇駅
松浦鉄道
■西九州線
快速
佐世保中央駅 - 佐世保駅
普通
佐世保中央駅 - 佐世保駅